# سیارک ۱۰۰۵۹۶
سیارک ۱۰۰۵۹۶ (به انگلیسی: 100596 Perrett، نامگذاری:1997PN2) صد هزار و پانصد و نود و ششمین سیارک کشف شده‌است که در ۹ اوت ۱۹۹۷ کشف شد.